# Jorgos Jerapetritis
Jorgos Jerapetritis, grec. Γιώργος Γεραπετρίτης (ur. 26 czerwca 1967 w Menetes) – grecki prawnik, nauczyciel akademicki i polityk, w latach 2019–2023 minister stanu, od 2023 minister spraw zagranicznych.

## Życiorys
Urodził się na wyspie Karpatos. W 1989 ukończył studia prawnicze na Uniwersytecie Narodowym im. Kapodistriasa w Atenach. W 1992 został absolwentem prawa konstytucyjnego i administracyjnego na Uniwersytecie Edynburskim, a w 1995 doktoryzował się na Uniwersytecie Oksfordzkim. Podjął praktykę adwokacką w ramach kancelarii prawniczej, której został partnerem. Jako nauczyciel akademicki związany głównie z macierzystą uczelnią w Atenach, na której w 2003 objął stanowisko profesora prawa konstytucyjnego. Wykładał także m.in. na Uniwersytecie Oksfordzkim oraz w London School of Economics.
W 2016 lider Nowej Demokracji Kiriakos Mitsotakis powołał go w skład siedmioosobowego ciała doradczego zajmującego się opracowaniem programu partii. Później stanął na czele grupy doradczej tego ugrupowania. W wyborach w 2019 z ramienia ND uzyskał mandat posła do Parlamentu Hellenów. Od lipca 2019 do maja 2023 w pierwszym rządzie Kiriakosa Mitsotakisa sprawował urząd ministra stanu. Od marca 2023 był jednocześnie administratorem resortu infrastruktury i transportu (w związku z dymisją Kostasa Karamanlisa). W czerwcu 2023 w nowo powołanym drugim gabinecie lidera ND objął stanowisko ministra spraw zagranicznych.